# Iraí
Iraí is een gemeente in de Braziliaanse deelstaat Rio Grande do Sul. De gemeente telt 8.518 inwoners (schatting 2009).

## Aangrenzende gemeenten
De gemeente grenst aan Alpestre, Ametista do Sul, Frederico Westphalen, Planalto, Vicente Dutra en Palmitos (SC).